# Députation provinciale (Pays-Bas)
Pour les articles homonymes, voir Députation provinciale.

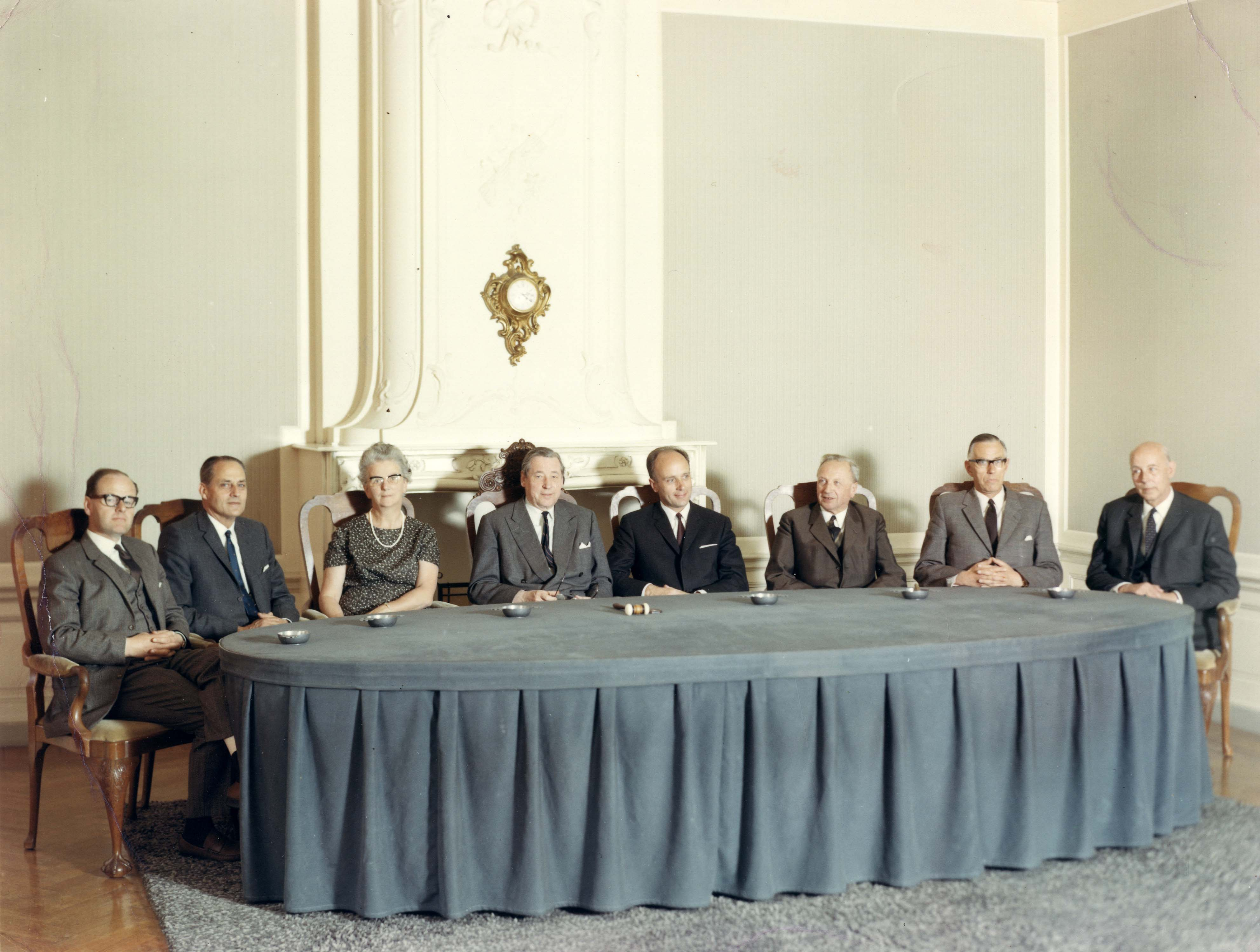
La députation provinciale d'Utrecht en 1968.

La députation provinciale (en néerlandais : Gedeputeerde Staten) constitue, avec le commissaire du Roi qui la préside, l'instance exécutive de chacune des provinces des Pays-Bas. 
Les membres de la députation, au nombre de trois à sept (jusqu'à neuf à temps partiel), sont désignés pour quatre ans par les États provinciaux, dont ils sont issus jusqu'en 2003. Même si leurs pouvoirs sont collégiaux, les membres de la députation sont néanmoins responsables d'un domaine particulier pour lequel ils préparent des décisions des États provinciaux et en assurent la mise en œuvre.